# Heinrich Escher (Unternehmer)
Heinrich Escher, auch Heinrich Escher-Zollikofer (* 22. Februar 1776 in Zürich; † 12. November 1853 ebenda), war ein Schweizer Unternehmer und Entomologe.

## Leben

### Familie

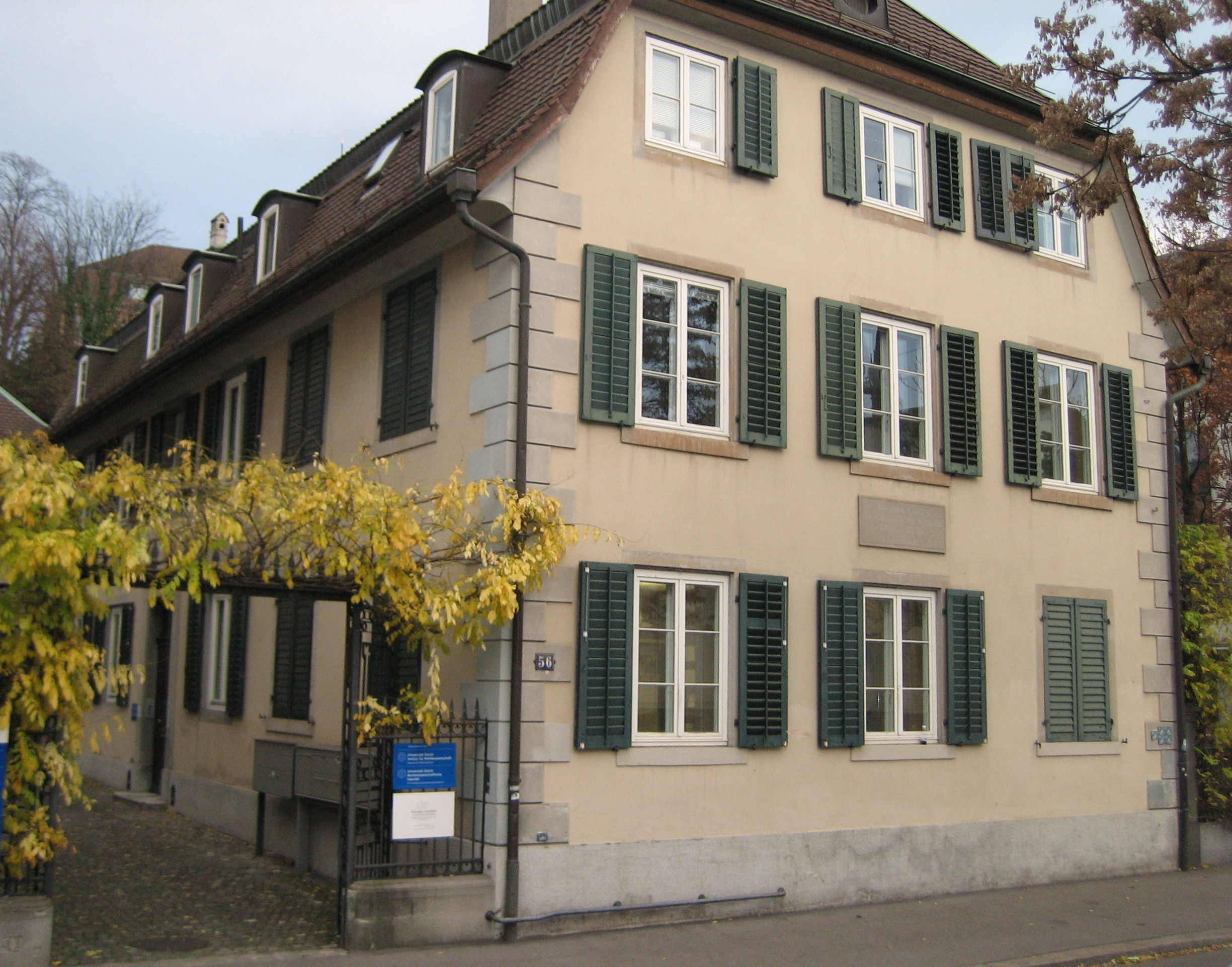
Haus Neuberg in der Hirschengasse in Zürich

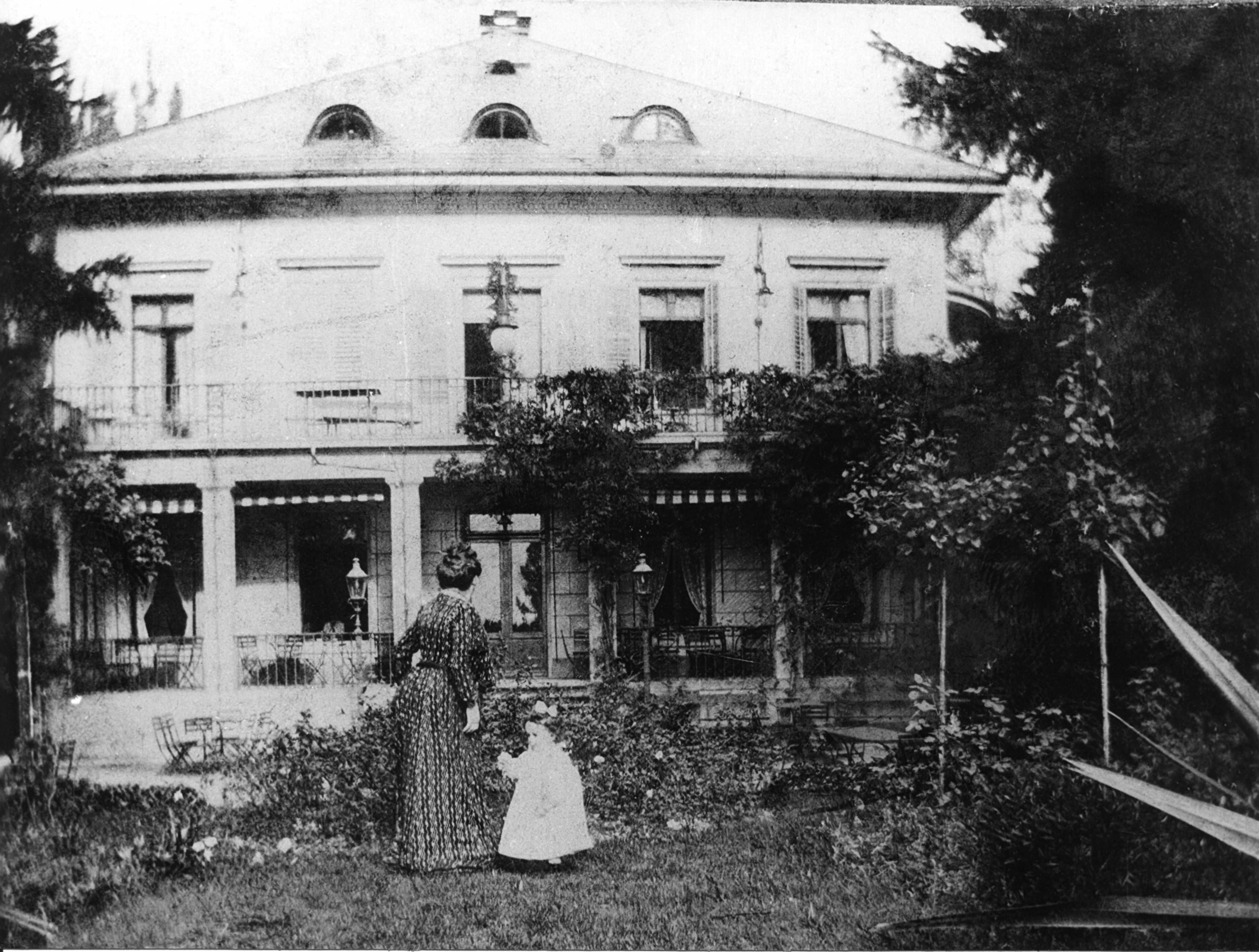
Villa Belvoir (um 1860) mit Lydia Welti-Escher als Kind

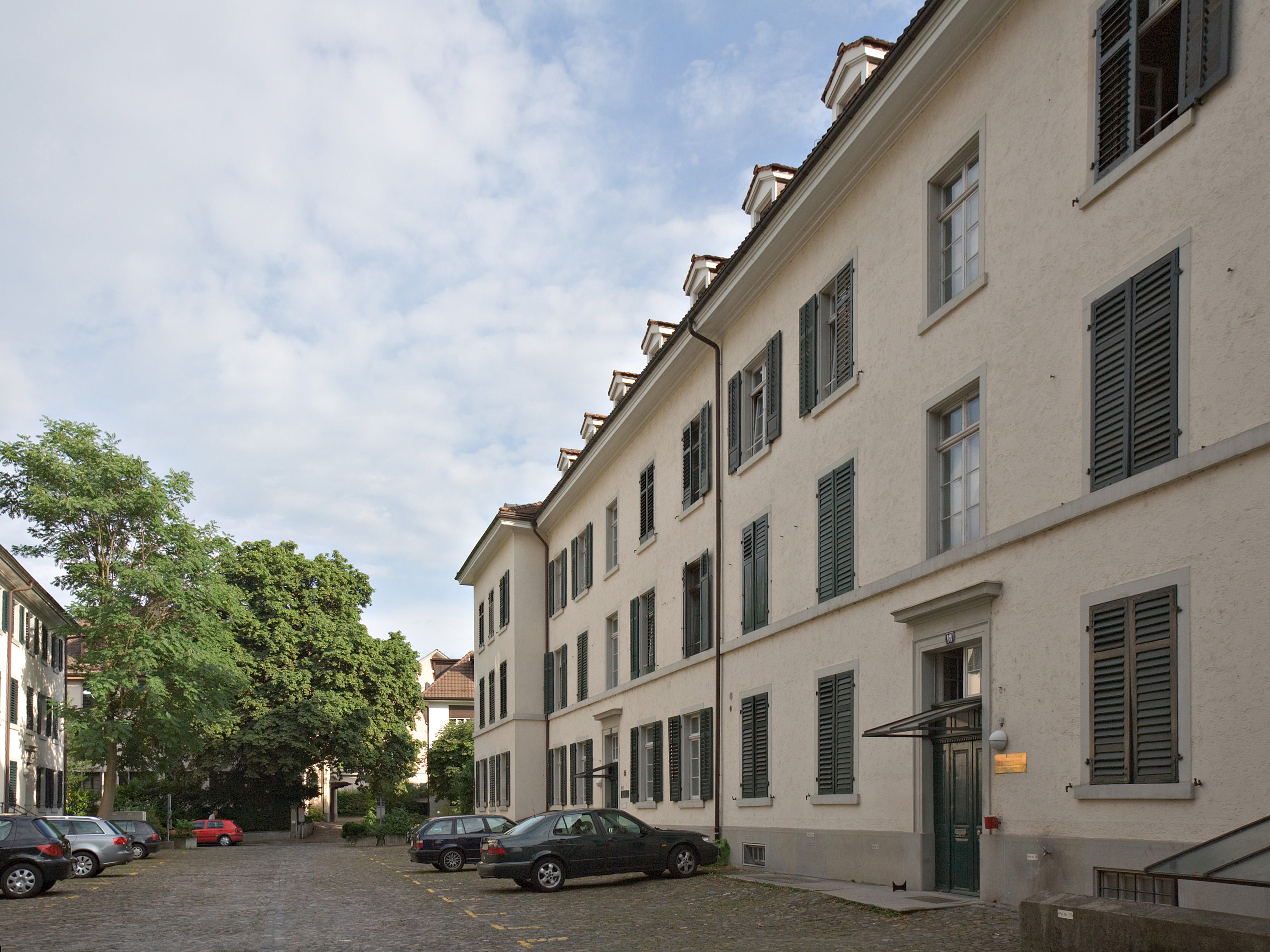
Escherhäuser in Zürich

Heinrich Escher entstammte dem Zürcher Bürgergeschlecht Escher vom Glas und war das älteste von neun Kindern des Offiziers Hans Caspar Escher (* 18. März 1755 in Zürich; † 2. März 1831 in St. Petersburg), der als Bankier und Grosskaufmann mit Geschäftstätigkeiten im Sklavenhandel tätig war, und von dessen Ehefrau Anna (* 30. Juni 1756 in Zürich; † 17. August 1836 ebenda), die Tochter des Stadthauptmanns Hans Kaspar Keller vom Steinbock (1727–1793). Zu seinen acht Geschwistern gehörten Friedrich Ludwig und Ferdinand Escher.
Im April 1812 verlobte er sich und am 6. Mai 1815 heiratete in Ermatingen Lydia (* 6. November 1797; † 16. Juli 1868), die Tochter von Daniel Hermann Zollikofer von Altenklingen (1754–1832) und die Urenkelin von Daniel Hermann Zollikofer von Altenklingen (1664–1741); gemeinsam hatten sie zwei Kinder: Clementine und Alfred Escher. Seine Enkelin war die spätere Mäzenin Lydia Welti-Escher.
Sein neuer Wohnsitz wurde nach der Hochzeit Schloss Hard, das seinem Schwiegervater gehörte, in Ermatingen. Im Winter 1815 übersiedelte die Familie dann nach Zürich und wohnte im Haus zum Wolkenstein an der Kirchgasse. Im November 1818 bezog die Familie das Haus Neuberg am Hirschengraben 56 in Zürich. In den Sommermonaten hielt sich die Familie überwiegend auf Schloss Hard auf.
Er kaufte 1825 das Gut Wyssbühel in der Enge bei Zürich und liess den herrschaftlichen Familiensitz Belvoir mit einem Park ausbauen. Nach seinen Angaben wurde die Hügelkuppe abgetragen, das Material für Auffüllungen am sumpfigen Zürichseeufer verwendet und das Gelände mit Bäumen bepflanzt, die er teilweise aus Amerika mitgebracht hatte. Er bezog 1831 den hochklassizistischen Villenbau und nahm im neuen Wohnsitz seine Mutter sowie seine Geschwister Anna und Georg mit auf, die dort ihren Lebensabend verbrachten.
Als die Festungswerke der Stadt Zürich beseitigt wurden (siehe Stadtbefestigung Zürich#Schleifung der Stadtbefestigung), kaufte er im damals noch zu Hottingen gehörenden Zeltweg Land und liess durch Leonhard Zeugheer gehobene Mietshäuser, die sogenannten Escherhäuser, errichten.

### Werdegang
Heinrich Escher besuchte in Zürich die Stadtschule und wurde seit 1791 vom Bankier Hans Konrad Hottinger in Paris zum Kaufmann ausgebildet. Während seines Aufenthaltes in Paris, erlebte er die Französische Revolution und wurde Zeuge der Rückführung des gefangenen Königs, erlebte die Ermordung der Royalisten in den ersten Septembertagen 1792, und wie die Köpfe der Erschlagenen, darunter den der Prinzessin Marie-Louise von Savoyen-Carignan auf langen Stangen durch die Straßen von Paris getragen wurden. Im Dezember 1792 erhielt er von Hans Konrad Hottinger den Auftrag, nach London zu reisen, um trotz des Verbots, Wertsachen aus Frankreich herauszuschaffen, große Summen an Wertpapieren und den Diamanten Regent, der Hottinger anvertraut worden war, dorthin zu bringen.
Anmerkung: Der Sachverhalt zum Diamanten wurde der Vollständigkeit halber aufgenommen. Es erscheint allerdings unwahrscheinlich, dass der Transport nach London auch vollzogen wurde, weil der Diamant 1792 während der Revolution gestohlen und 1793 im Dachgebälk einer Pariser Wohnung aufgefunden wurde.
In London hielt er sich bei einem Schwager des Chemikers Joseph Priestley bis August 1793 auf und erlernte in dieser Zeit die englische Sprache. Vor seiner Abreise nach Amerika reiste er noch einmal in sein Elternhaus in die Schweiz zurück, kehrte aber einige Wochen später bereits über Holland nach London zurück. Für Dezember 1793 war die Abreise, in Begleitung von Hans Konrad Hottinger, nach Amerika geplant. Aufgrund der politischen Entwicklung verzögerte sich die Abreise allerdings bis September 1794, sodass er sich in dieser Zeit in London aufhielt und seine Sprachkenntnisse verbessern sowie das Werk An Inquiry into the Nature and Causes of the Wealth of Nations von Adam Smith studieren konnte. Heinrich Escher trat die Reise nach Amerika als Bevollmächtigter einer holländischen Gesellschaft, die Ländereien in Neu-Georgien gekauft hatte, an, um dort eine deutsche Siedlung zu begründen; hierzu sollte er die Siedler dorthin begleiten und die ersten Arbeiten in der Siedlung leiten. Im Januar 1795 gelangte er nach einer fünfmonatigen Überfahrt in Savannah an. Die Reisegruppe reiste zu den angekauften Ländereien und gründete die Siedlung White Oak in Camden County in Georgia. Im April 1795 traf er Hottinger, der inzwischen nachgereist war und reiste im Juni mit diesem nach Philadelphia; seine Tätigkeit bei den Kolonisten hatte er inzwischen aufgegeben, weil diese ihren Verpflichtungen nicht nachkamen. In Philadelphia betätigte er sich mit einer kleinen Geldsumme, die ihm von Hottinger zur Verfügung gestellt worden war, als Kaufmann. 1798 trat er als Landverkäufer in den Dienst einer holländischen Gesellschaft, die Ländereien am Eriesee aufgekauft hatte, diese vermessen ließ und dann an Siedler weiterverkaufte. Er erwarb ein Grundstück bei Meadville und vermietete das Land.
Hottinger war inzwischen wieder nach Paris zurückgekehrt und hatte dort 1798 erneut eine Bank gegründet. Nachdem dieser seine Geschäfte nach Amerika ausgedehnt hatte, setzte er Heinrich Escher als dortigen Geschäftsführer ein und nahm ihn als Teilhaber in seiner Firma Hottinguer & Cie. auf. Das Unternehmen war in den weltweiten Sklavenhandel involviert und finanzierte den französischen Militäreinsatz, geführt von Charles Victoire Emmanuel Leclerc, gegen den Sklavenaufstand auf Saint-Domingue (siehe Haitianische Revolution).
Heinrich Escher bereiste in den folgenden Jahren viele Städte in Amerika und hielt sich auch auf Kuba auf und tätigte Geschäfte in Tabak, Reis, Baumwolle, Zucker und Kaffee. 1806 kehrte er wieder nach Paris zurück. Nachdem er sich auch am Pelzhandel beteiligt hatte, entwickelte sich eine nahe Freundschaft zu Johann Jakob Astor, der ihn später auch in Zürich besuchte. Sein ältester amerikanischer Freund, den er seit 1795 kannte, war der Kaufmann Robert Mackay (1840–1916).
Nach seiner Rückkehr nach Paris machte er Bekanntschaften zum kaiserlichen Hof, so lernte er unter anderem Marschall Michel Ney kennen, der 1808 Napoleon Bonaparte nach Spanien begleitete und hierfür Heinrich Escher um eine Empfehlung eines Schweizers als Sekretär bat.
Seit 1810 hielt er sich in Zürich auf, bis er im Mai 1812 über Paris erneut nach Amerika reiste. Auf der Reise dorthin wurde das Schiff, das auf dem Weg nach Philadelphia von den Briten, die sich inzwischen mit Amerika im Krieg befanden (siehe Britisch-Amerikanischer Krieg), gekapert und die Passagiere in Dover gefangen gesetzt. Erst im September 1812 konnte das Schiff seinen Weg fortsetzen und er kam im November in Philadelphia an; dies hatte zur Folge, dass er keine grossen Geschäfte mehr abschliessen konnte, weil die Zeit hierfür vorbei war. Er reiste 1813 nach New York und unternahm von dort aus verschiedene Reisen Baltimore, Philadelphia und Boston. In dieser Zeit gelang es ihm, auf Weisung von Hottinger, die Versorgung der Schweiz mit amerikanischer Baumwolle auf dem abenteuerlichen Weg über den russischen Hafen von Archangelsk am Weissen Meer und von dort über Leipzig und Lindau sicherzustellen. Im Juli 1814 verliess er Amerika und kam im September 1814 in Zürich an.
Heinrich Escher spekulierte auch auf eigene Rechnung mit Ländereien in kolonialen Expansionsräumen, erwarb Grossgrundbesitz, verpachtete Land und handelte mit von Sklaven und Sklavinnen produzierten Kolonialprodukten, unter anderem Tabak, Baumwolle, Reis, Zucker, Farbhölzer und Pelze. Die Kolonialwaren sowie Rohstoffe liess er vor allem nach Frankreich, aber auch in andere Teile Europas verschiffen. Mit Ländereien, die vormals Indigenen gehört hatten, sowie Produkten aus der Sklavereiwirtschaft wuchs sein Vermögen auf rund eine Million Schweizer Franken an. Sein in den USA aufgebautes Beziehungsnetz reichte bis in die höchsten gesellschaftlichen Kreise und umfasste Geschäftsleute und Politiker wie Johann Jakob Astor, Thomas Jefferson, George Washington, Alexander J. Dallas und Tadeusz Kościuszko, der ihm Briefe von Hottinger überbrachte.
Nach seiner Rückkehr in die Schweiz widmete er sich Geldgeschäften sowie der Netzwerkpflege im Familien- und Verwandtenkreis. Mit seinem Vermögen beteiligte er sich an den Geschäften seiner jüngeren Brüder Friedrich Ludwig und Ferdinand, zunächst in Russland, später auf Kuba, wo diese 1820 oder 1821 eintrafen. Seine Brüder kauften in seinem Auftrag die Kaffeeplantage Buen Retiro bei Artemisa mit allen Einrichtungen und Gebäuden sowie ungefähr 85 Sklavinnen und Sklaven und nutzten für den Vertrieb die Geschäftsverbindungen von Heinrich Escher. Nachdem sein Bruder Ferdinand bereits 1826 in die Schweiz zurückgekehrt war und Friedrich Ludwig 1845 verstorben war, wurde dessen beinahe ganzes Eigentum auf Heinrich Escher als Universalerbe in Zürich übertragen; das zugesprochene Vermögen belief sich auf knapp 40.000 spanische Silberpesos. In einem in Zürich ausgestellten Dokument, einer vom Deutschen ins Spanische übersetzten Vollmacht, erkannte Heinrich Escher das Erbe an. Er beliess den produktiven Betrieb unter Verwaltung des vorherigen Verwalters Heinrich Steiner. Am 24. November 1847 wurde Heinrich Escher Privateigentümer der Sklavenplantage Buen Retiro auf Kuba, die er später mithilfe seines Sohnes Albert verkaufte.
Anmerkung: Aufgrund der 2017 aufgekommenen Diskussion zur moralischen Bewertung der Beteiligung von Heinrich Escher und der Stadt Zürich an der Sklaverei und dem Sklavenhandel, wird auf die Antwort des Stadtrats Zürich vom 24. März 2021 zu einer Anfrage der Alternativen Liste verwiesen.

### Entomologisches  und gesellschaftliches Wirken
Heinrich Escher beschäftigte sich mit Entomologie und legte eine bedeutende Insektensammlung an, die seit 1832 vom Biologen Oswald Heer betreut und später in die Eidgenössische Technische Hochschule Zürich überführt wurde.
Auf einer seiner Geschäftsreisen in Amerika besuchte er 1813 den Insektenforscher Frederick Valentine Melsheimer (1749–1814) und tauschte sich auch mit Thomas Say aus. Er erwarb eine umfangreiche Sammlung von Insekten-Abbildungen von John Abbot, der auch mehrere Jahre nur für ihn Insekten sammelte.
Bei verschiedenen Reisen in die Alpen unternahm er entomologische Sammel-Exkursionen und pflegte Beziehungen zu Schweizer Naturforschern, unter anderem zu Karl Friedrich August Meisner, Samuel Studer, Karl Friedrich Hagenbach und Joseph Philippe de Clairville. Seine Sammlung vervollständigte er durch verschiedene Käufe anderer Sammlungen, unter anderem bei Jacob Sturm, Georg Dahl (1769–1831), Imre Friváldszky von Friváld, Franco Andrea Bonelli, Giuseppe Gené, Carl Johan Schönherr, Johan Wilhelm Zetterstedt, Carl Gustaf Mannerheim, Friedrich August von Gebler, Eduard Friedrich Eversmann, Pierre François Marie Auguste Dejean, Richard Henry Puech dit Dupont, Jean Baptiste Alphonse Dechauffour de Boisduval, Étienne Boyer de Fonscolombe und Justin Pierre Marie Macquart. Als Aktionär war er an den Expeditionen von Jean Théodore Lacordaire beteiligt. Durch Johann Christoph Friedrich Klug erhielt er ägyptische Insekten, die von Christian Gottfried Ehrenberg eingesandt worden waren. Über den Pariser Insektenhändler Buquet erhielt er Sammlungen, die von George Samuel Perrottet aus dem heutigen Gambia und Senegal eingesandt worden waren und er erwarb eine Sammlung aus Madagaskar von Jules Prosper Goudot und von Bernt Wilhelm Westermann (1781–1868) eine indische Sammlung.
Er stellte seine Sammlung der Öffentlichkeit zur Verfügung und sie wurde die Grundlage für verschiedene wissenschaftliche Arbeiten, unter anderem für die mehrbändige Schrift Fauna coleopterorum helvetica: die Käfer-Fauna der Schweiz nach der analytischen Methode von Gustav Stierlin. Die Sammlung mit 66.000 Exemplaren aus 22.000 Arten vererbte er an seinen Sohn Alfred und wurde später an das entomologische Museum des Eidgenössischen Polytechnikums übergeben.
Heinrich Escher stellte eine grössere Geldsumme zur Verfügung, als es um den Aufbau eines Botanischen Gartens in Zürich ging und war dort auch Mitglied der Aufsichtskommission. Die ersten Kakteen der Sukkulenten-Sammlung am Mythenquai (siehe Sukkulenten-Sammlung Zürich) stammen aus dem Privatbesitz von Heinrich Escher.

## Siehe
- Schweizer Kolonialismus
- Sklaverei in Kuba